# Oberoestheim

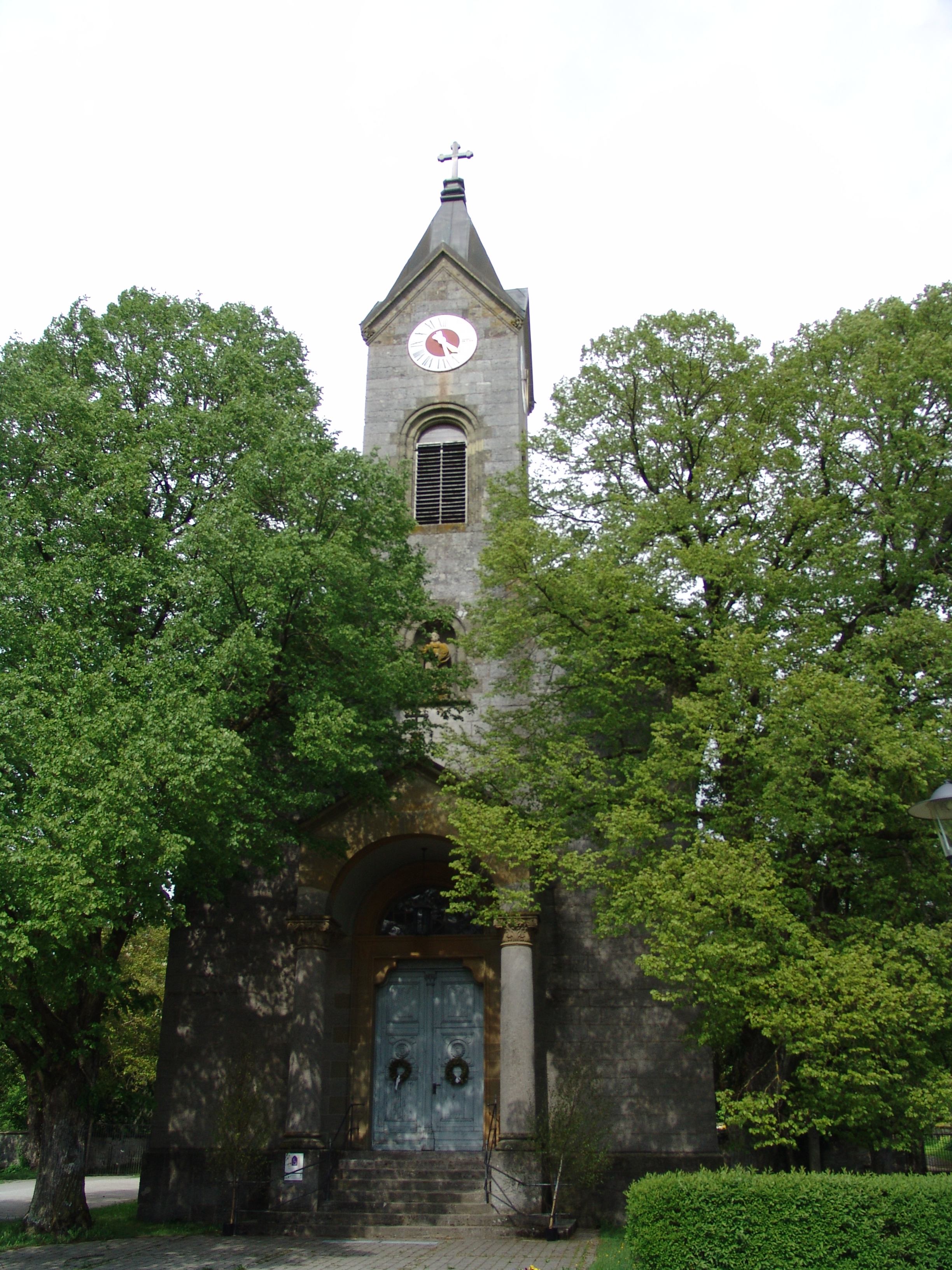
St. Veit

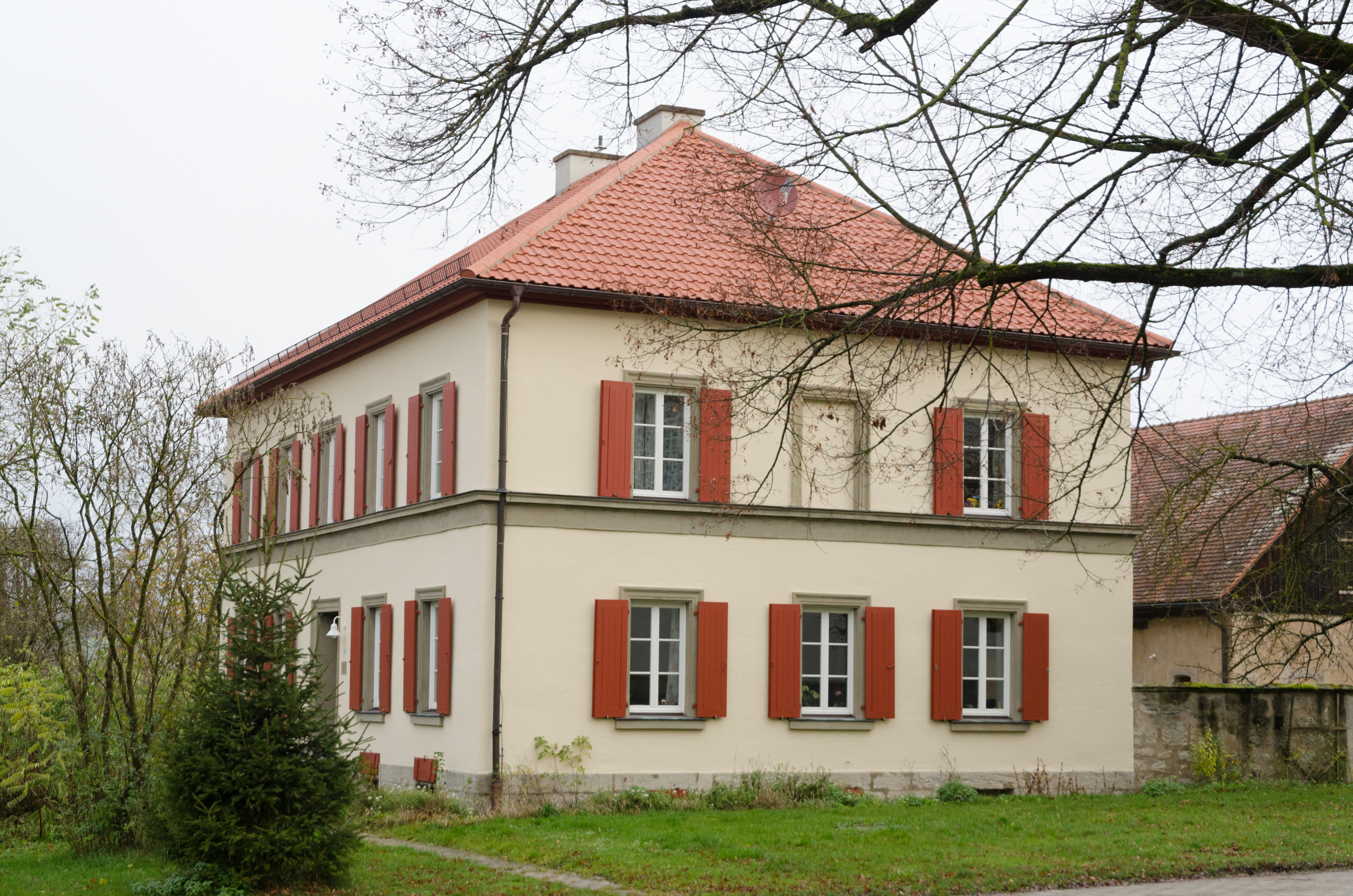
Pfarrhaus

Oberoestheim ist ein Gemeindeteil der Gemeinde Diebach im Landkreis Ansbach (Mittelfranken, Bayern). Zum Gemeindeteil zählt die Einöde Brexelhof. Oberoestheim liegt in der Gemarkung Oestheim.

## Geografie
Das Pfarrdorf liegt am Östheimer Mühlbach, einem rechten Zufluss der Tauber. Im Südosten grenzt das Flurgebiet Hirtenflecken an, im Südwesten das Fuchsloch. 0,5 km nordöstlich liegt das Poppenfeld. Im Südosten hinter den Flurgebieten gibt es Erhebungen der Schillingsfürst-Wettringer Hardt, die Teil der Frankenhöhe ist. Eine Gemeindeverbindungsstraße führt nach Unteroestheim (1 km nördlich) bzw. zur Staatsstraße 2419 (1,2 km südlich), eine weitere führt am Brexelhof vorbei die St 2419 kreuzend nach Untergailnau (2 km südwestlich). Bei der St 2419 gibt es einen Straßenaufschluss, der als Geotop ausgezeichnet ist.

## Geschichte
1801 hatte der Ort 42 Haushalte, von denen 31 der Reichsstadt Rothenburg und 11 Brandenburg-Ansbach untertan waren.
Mit dem Gemeindeedikt (frühes 19. Jahrhundert) wurde Oberoestheim dem Steuerdistrikt Gailnau zugewiesen. Wenig später war es Teil der neu gebildeten Ruralgemeinde Oestheim. Im Zuge der Gebietsreform in Bayern wurde diese am 1. Mai 1978 nach Diebach eingemeindet.

### Baudenkmäler
In Oberoestheim gibt es sechs Baudenkmäler:
- Feuchtwanger Straße 12: Eingeschossiges Wohnstallhaus, frühes 19. Jahrhundert, aufgestockter Stuben- und Tennenteil
- Feuchtwanger Straße 35: Scheune mit Halbwalm und Fachwerk, 18. Jahrhundert
- Kirchplatz 4: Ehemaliges Schulhaus, zweigeschossiger, verputzter Walmdachbau, 1837; Ummauerung
- Kirchplatz 6: Evang.-luth. Pfarrkirche St. Veit, neuromanische Saalkirche, 1835/38; mit Ausstattung; zugehörig Friedhof, mit der Kirche symmetrisch verbundene ummauerte Anlage, 1835/38, mit Grabsteinen
- Kirchplatz 8: Pfarrhaus, zweigeschossiger, verputzter Walmdachbau, 1835/38; Ummauerung
- Obere Bachgasse 2: Bauernhof; eingeschossiges Wohnstallhaus, Fachwerkgiebel, 17./18. Jahrhundert; zugehörige Fachwerkscheune.

### Einwohnerentwicklung
| Jahr      | 001818 | 001840 | 001861 | 001871 | 001885 | 001900 | 001925 | 001950 | 001961 | 001970 | 001987 |
| Einwohner | *368   | 271    | *415   | 260    | 301    | 294    | 280    | 351    | 270    | 252    | 241    |
| Häuser    | *80    | 57     |        |        | 60     | 57     | 55     | 57     | 58     |        | 62     |
| Quelle    | [ 10 ] | [ 11 ] | [ 12 ] | [ 13 ] | [ 14 ] | [ 15 ] | [ 16 ] | [ 17 ] | [ 18 ] | [ 19 ] | [ 1 ]  |

## Religion
Der Ort ist Sitz der Pfarrei St. Veit und seit der Reformation evangelisch-lutherisch geprägt. Die Einwohner römisch-katholischer Konfession sind nach St. Laurentius (Bellershausen) gepfarrt.